# Diplonotos minus
Diplonotos minus är en mossdjursart som beskrevs av Gordon 1993. Diplonotos minus ingår i släktet Diplonotos och familjen Bifaxariidae. Inga underarter finns listade i Catalogue of Life.